# Жанажольський сільський округ (Казталовський район)
Жанажо́льський сільський округ (каз. Жаңажол ауылдық округі, рос. Жанажольский сельский округ) — адміністративна одиниця у складі Казталовського району Західноказахстанської області Казахстану. Адміністративний центр — село Жанажол.
Населення — 1491 особа (2021; 1810 у 2009, 2108 у 1999, 2104 у 1989).
Станом на 1989 рік існувала Жанажольська сільська рада (села Абіш, Жанажол, Комекші, Танат) колишнього Фурмановського району.

## Склад
До складу округу входять такі населені пункти:
| Населений пункт | Старі назви | Населення, осіб (1989) | Населення, осіб (1999) | Населення, осіб (2009) | Населення, осіб (2021) |
| --------------- | ----------- | ---------------------- | ---------------------- | ---------------------- | ---------------------- |
| Абіш, село      | -           | 342                    | 301                    | 308                    | 223                    |
| Жанажол, село   | -           | 971                    | 1167                   | 1017                   | 951                    |
| Комекші, село   | -           | 475                    | 477                    | 383                    | 273                    |
| Танат, село     | -           | 316                    | 163                    | 102                    | 44                     |